# O mio babbino caro
O mio babbino caro (littéralement, en français « Oh mon petit papa chéri ») est un air d’opéra pour soprano, extrait de Gianni Schicchi (1918) de Giacomo Puccini sur un livret de Giovacchino Forzano. Il s’agit de l’air le plus célèbre du Triptyque de Puccini.
Cette aria est chantée par Lauretta alors que les tensions entre son père et ses futurs beaux-parents sont si fortes qu’elles pourraient conduire à sa séparation d’avec Rinuccio, l’homme qu’elle aime. Elle constitue une respiration au lyrisme simple dans l’atmosphère de jalousie, d’hypocrisie et de double jeu qui règne alors. L'aria, en la bémol, reprend en la développant une phrase du chant de Rinuccio : « Firenze è come un albero fiorito », qui est, lui, en si bémol.

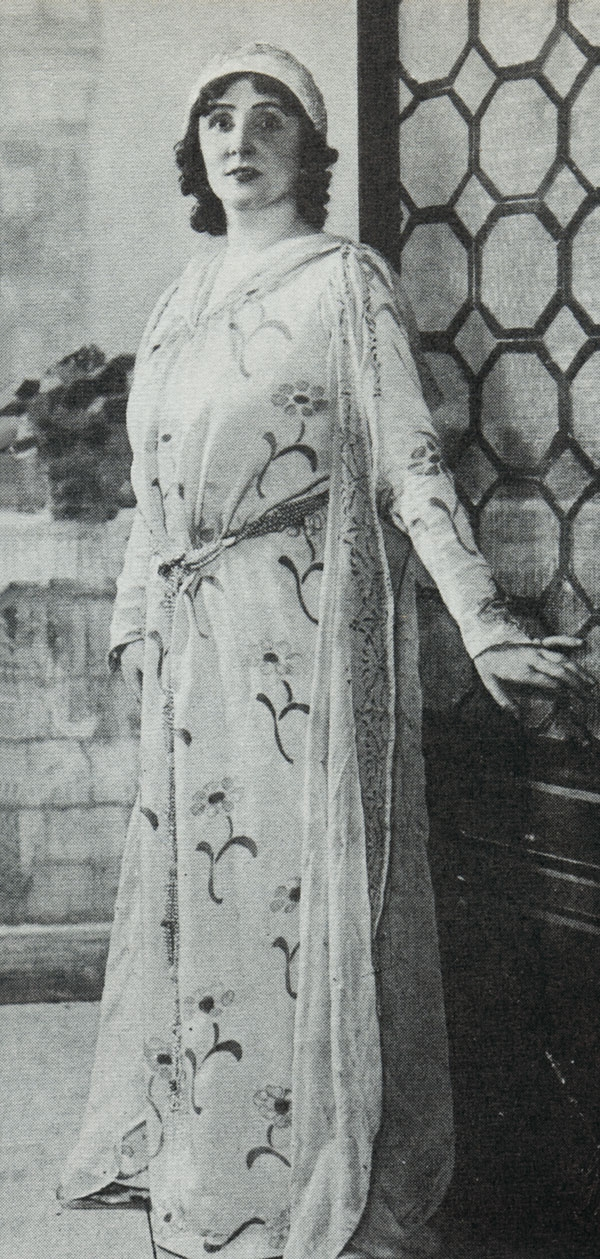
Florence Easton dans le rôle de Lauretta à la première mondiale de Gianni Schicchi, 14 décembre 1918.

Florence Easton crée le rôle de Lauretta à la première mondiale de Gianni Schicchi, le 14 décembre 1918 au Metropolitan Opera ; elle est la première à chanter « O mio babbino caro ». 
L'air est fréquemment donné dans des récitals et a été souvent adapté. C’était un des airs de concert préférés de Maria Callas.

## Livret
| Italien | Traduction en français |
| --- | --- |
| O mio babbino caro Mi piace, è bello, è bello Vo’ andare in Porta Rossa a comperar l’anello ! Sì, sì, ci voglio andare ! e se l’amassi indarno, andrei sul Ponte Vecchio, ma per buttarmi in Arno ! Mi struggo e mi tormento ! O Dio, vorrei morir ! Babbo, pietà, pietà ! Babbo, pietà, pietà ! | Textuellement : Oh mon petit papa chéri, (Ô mon cher petit papa) Il me plaît, il est beau, il est beau ! Je veux aller à Porta Rossa pour acheter l’anneau. (l'alliance) Oui, oui, je veux y aller ! Et si mon amour était vain J’irais sur le Ponte Vecchio pour me jeter dans l’Arno ! Je me consume, je me tourmente ! Ô Dieu ! je voudrais mourir ! Papa*, pitié, pitié ! Papa*, pitié, pitié ! |

## Dans la culture populaire

### Cinéma
- Un extrait est présent dans le film Insaisissables 2 sorti en 2016.
- L'aria figure aussi dans la bande originale de Chambre avec vue de James Ivory. Interprète : Kiri te Kanawa.
- Dans le film Les Vacances de Mr. Bean (2007), sur la place du marché, le personnage joué par Rowan Atkinson imite une chanteuse d'opéra sur l'air O mio babbino caro.
- L'opéra est présenté au début du film La Chanson de l'éléphant.
- La version instrumentale de l'aria sert de thème principal dans la bande originale du film égyptien  سنوات الحب[2].
- Un extrait est présent aussi au début du Film Luca, 2021.

### Jeux vidéo
- O mio babbino caro est utilisé dans la bande-annonce du jeu vidéo Grand Theft Auto III (2001) et est présent sur la station de radio Double Clef FM. Une version remixée par Hudson Mohawke est utilisée pour la bande-annonce de la version mobile du jeu (sortie en 2011) ainsi que pour celle de GTA: The Trilogy – The Definitive Edition (2021).